# AK-101
Ak 101 är en något förbättrad AK-74  automatkarbin som anpassats för export genom att kalibern har blivit ändrad till den i västvärlden vanliga 5,56 mm Nato (samma kaliber som till exempel M16 och Ak 5).